# Словарь испанского языка

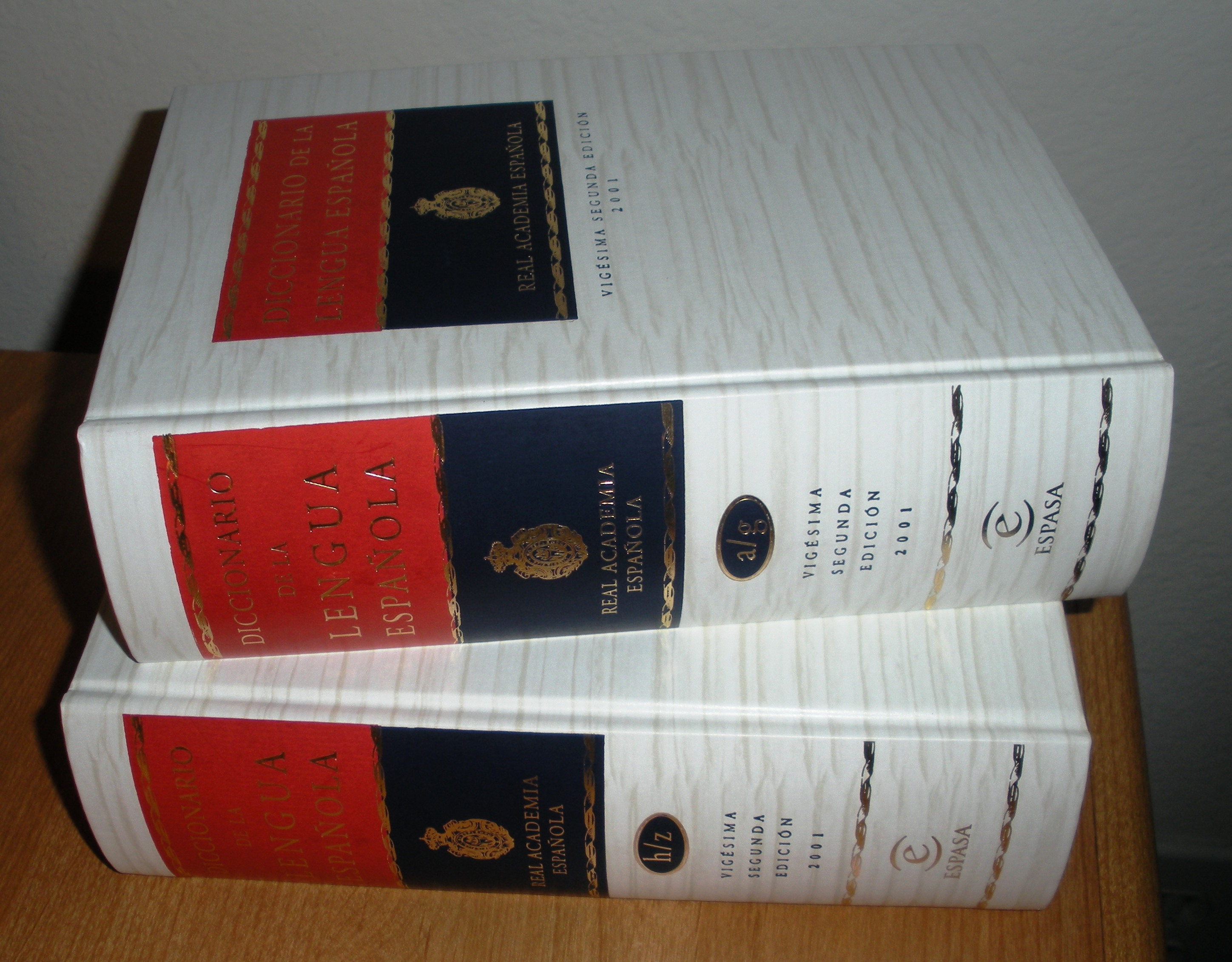
Двадцать второе издание «Словаря испанского языка»

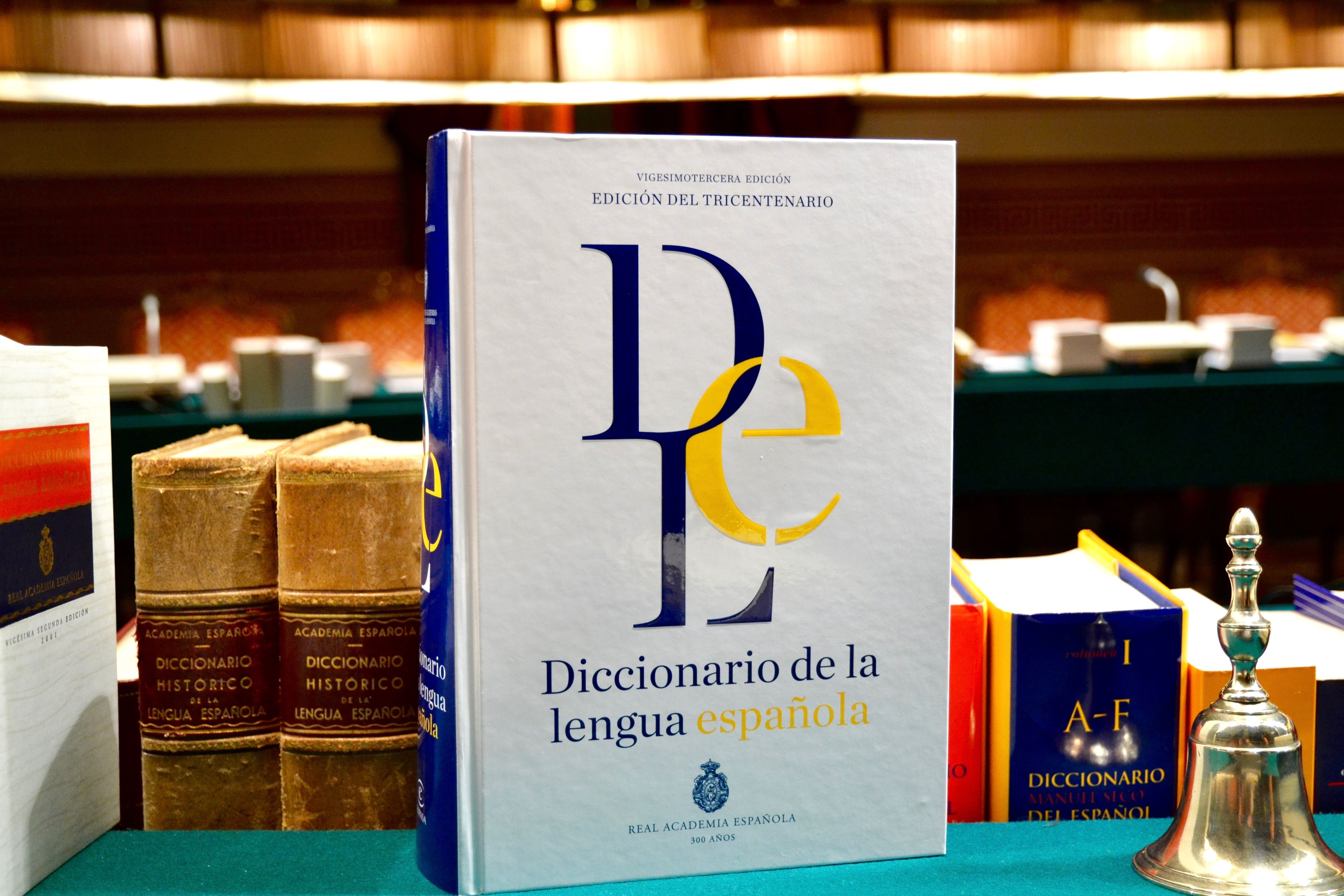
Двадцать третье издание «Словаря испанского языка»

Академический словарь испанского языка (исп. Diccionario de la lengua española, известен также как Словарь Королевской академии испанского языка исп. Diccionario de la Real Academia Española (DRAE)) — словарь испанского языка, который создаётся, редактируется и публикуется Королевской академией испанского языка (органом-регулятором испанского языка). Первое издание словаря вышло в 1780 году, с тех пор с интервалом примерно в десять лет выходят новые издания. Последнее, двадцать третье издание было осуществлено в 2014 году.

## Разработка и издание
При организации Королевской академии испанского языка, созданной указом короля Филиппа V в 1713 году, одной из её основных целей было провозглашено составление словаря кастильского диалекта испанского языка как наиболее распространённого в северных и центральных областях Испании, в частности, в Мадриде. Первым результатом деятельности Королевской академии стало шеститомное издание Diccionario de Autoridades, вышедшее с 1726 по 1739 годы. На базе этого издания Королевской академией был подготовлен и издан в 1780 году словарь, полное название которого было «Словарь кастильского языка, составленный Королевской академией, сокращенный до одного тома для простоты использования» (исп. Diccionario de la lengua castellana compuesto por la Real Academia Española, reducido á un tomo para su más fácil uso). Согласно вступительной статье к «Словарю кастильского языка…», новый словарь был предназначен для того, чтобы широкая публика могла пользоваться им как недорогим доступным справочником до тех пор, пока не выйдет второе издание многотомного Diccionario de autoridades, но к тому времени, когда было опубликовано второе издание Diccionario de autoridades, «Словарь кастильского языка…» приобрёл такую популярность, что стал основным словарём испанского де-факто; последнее издание 'Diccionario de autoridades было опубликовано в 1793 году и с тех пор не возобновлялось.
Ввиду популярности «Словаря кастильского языка…» Королевская академия стала регулярно его переиздавать, начиная с 1783 года. В четвёртом издании (1803) в испанский алфавит были включены диграфы ch и ll как отдельные буквы в алфавитном порядке. Это было отменено лишь в 1994 году (на десятом конгрессе Ассоциации академий испанского языка), где эти диграфы были упорядочены в соответствии с латинским алфавитом. Также в 1803 году буква «X» была заменена буквой «J» в случаях, когда её произношение было идентично произношению гортанного «J», и был отменён знак циркумфлекса (^).
Ранние издания Словаря были содержательнее последующих: они включали латинскую транскрипцию слов, в некоторых случаях приводили примеры использования слов, (особенно в популярных выражениях), описывали значения слов; современные издания Словаря более кратки.
Содержательные решения по лексикону Словаря (добавление, изменение или удалении слов) Королевская академия испанского языка принимала (особенно в спорных случаях) после консультаций с языковыми регуляторами латиноамериканских стран.
До 21-го издания (1992) Словарь издавался только в печатной версии, с 1992 года Словарь выходит также на CD-ROM. 25 октября 1994 года создан веб-сайт Словаря, доменное имя «rae.es» было зарегистрировано на период до 2025 года.

## Издания Словаря
| \| Порядковый номер издания \| Год выхода \| \| ------------------------ \| ---------- \| \| 1 \| 1780 \| \| 2 \| 1783 \| \| 3 \| 1791 \| \| 4 \| 1803 \| \| 5 \| 1817 \| \| 6 \| 1822 \| \| 7 \| 1832 \| \| 8 \| 1837 \| \| 9 \| 1843 \| \| 10 \| 1852 \| \| 11 \| 1869 \| \| 12 \| 1884 \| \| 13 \| 1899 \| \| 14 \| 1914 \| \| 15 \| 1925 \| \| 16 \| 1936/1939 \| \| 17 \| 1947 \| \| 18 \| 1956 \| \| 19 \| 1970 \| \| 20 \| 1984 \| \| 21 \| 1992 \| \| 22 \| 2001 \| \| 23 \| 2014 \| |            |
| Порядковый номер издания | Год выхода |
| 1 | 1780       |
| 2 | 1783       |
| 3 | 1791       |
| 4 | 1803       |
| 5 | 1817       |
| 6 | 1822       |
| 7 | 1832       |
| 8 | 1837       |
| 9 | 1843       |
| 10 | 1852       |
| 11 | 1869       |
| 12 | 1884       |
| 13 | 1899       |
| 14 | 1914       |
| 15 | 1925       |
| 16 | 1936/1939  |
| 17 | 1947       |
| 18 | 1956       |
| 19 | 1970       |
| 20 | 1984       |
| 21 | 1992       |
| 22 | 2001       |
| 23 | 2014       |

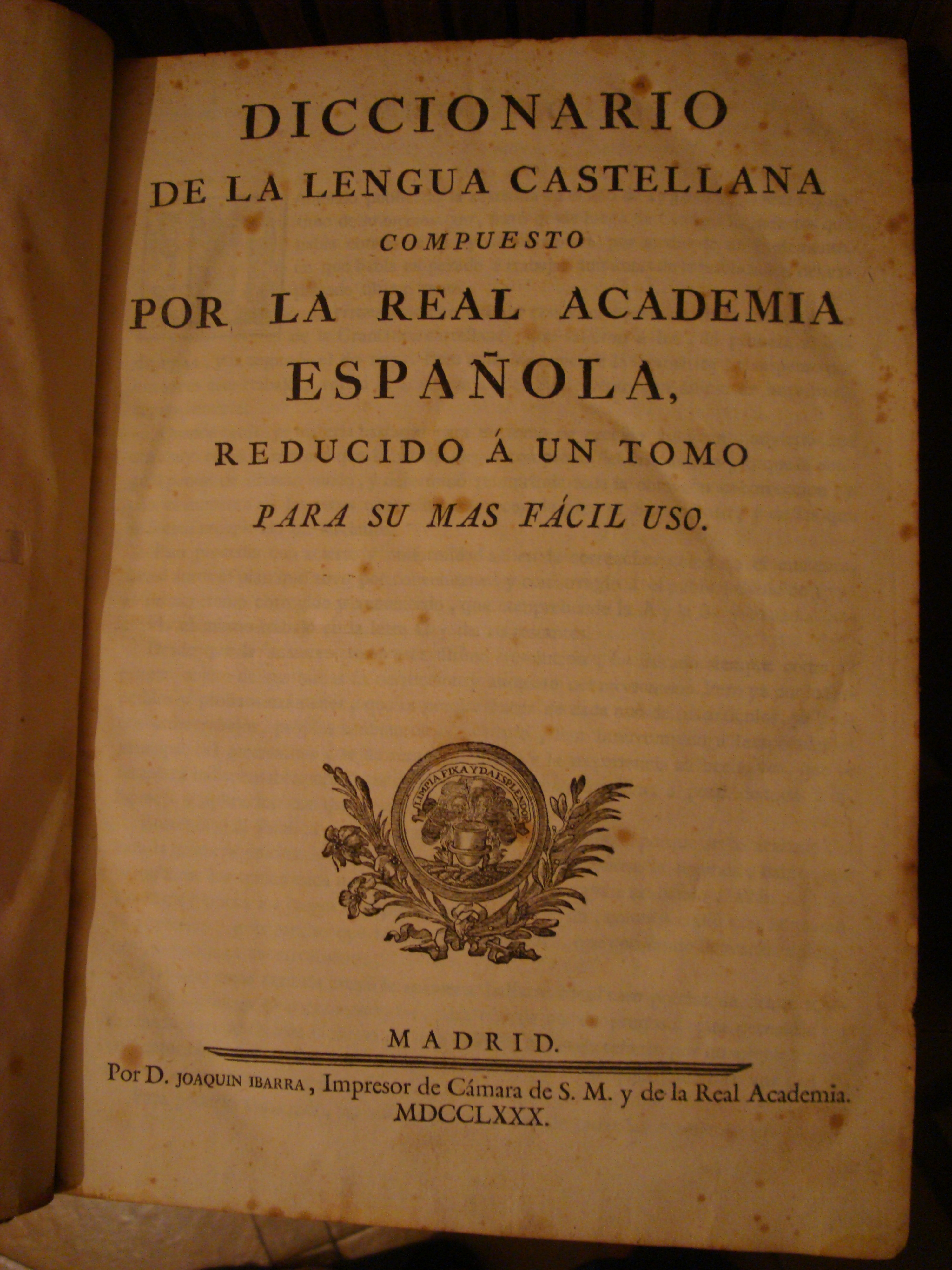
Diccionario de la lengua castellana compuesto por la Real Academia Española, reducido a un tomo para su más fácil uso. Титульный  лист 1-го издания, 1780 год.
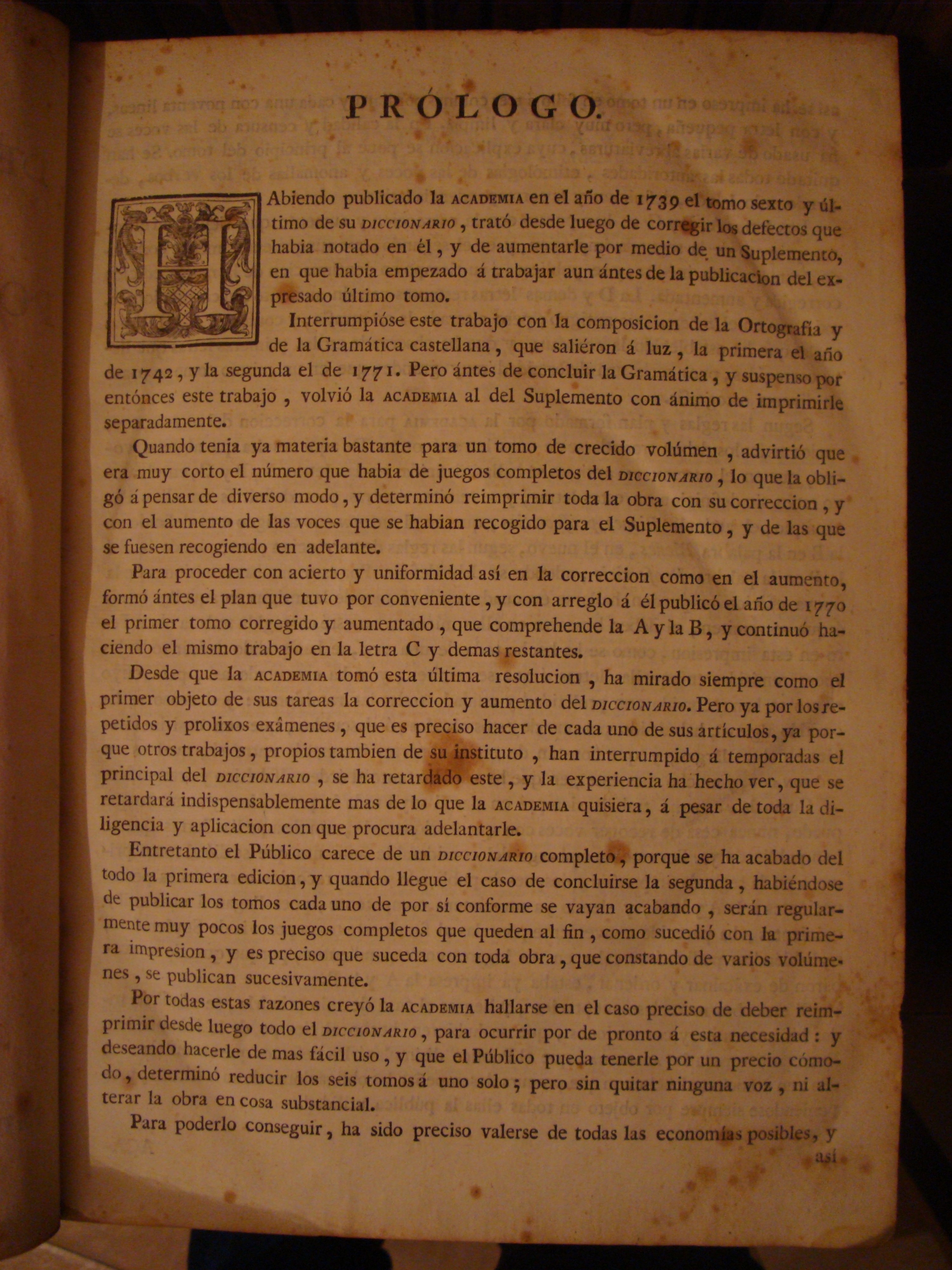
Diccionario de la lengua castellana compuesto por la Real Academia Española […]. Вступление, 1-я страница.
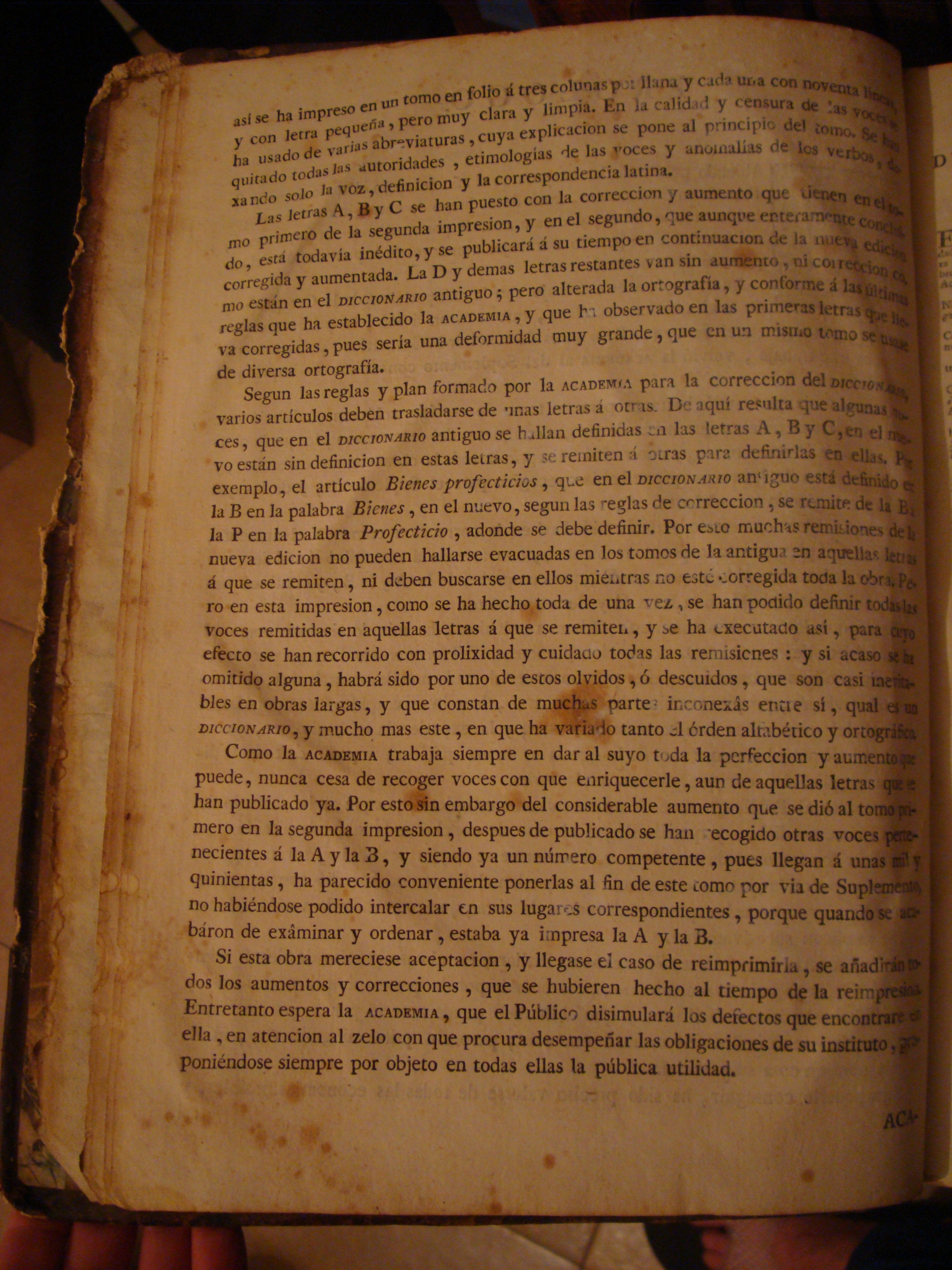
Diccionario de la lengua castellana compuesto por la Real Academia Española […] Вступление, 2-я страница.
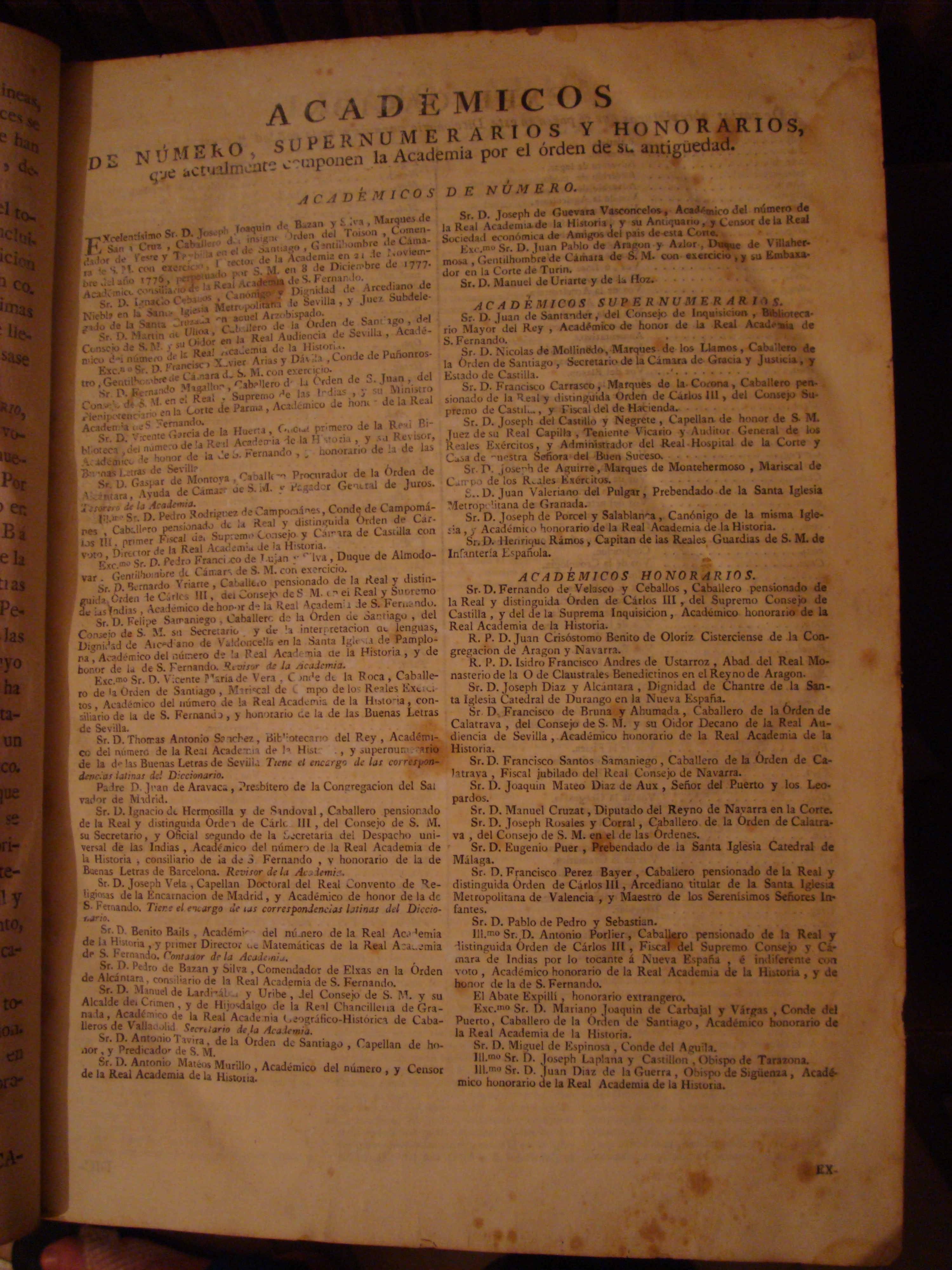
Diccionario de la lengua castellana compuesto por la Real Academia Española […]. Список членов Королевской академии испанского языка.

### Названия словаря в разные периоды
- Diccionario de la lengua castellana compuesto por la Real Academia Española — название с 1-го (1780) по 4-е (1803) издания;
- Diccionario de la lengua castellana por la Real Academia Española — название с 5-го (1817) по 14-е (1914) издания.
- Diccionario de la lengua española — название с 15-го (1925) издания.

## Критика
На протяжении всей своей истории Словарь неоднократно подвергался критике со стороны ряда учёных и общественных деятелей, в частности:
- исследователь из Высшего совета по научным исследованиям Испании Хавьер Лопес Факал в интервью 2011 года назвал его архаичным словарём, худшим по качеству по сравнению с другими[6];
- профессор-ихтиолог Альфонсо Л. Рохо, упоминая о терминологии, связанной с рыбной тематикой в словаре издания 2001 года, указал на «несоответствия, неточности, отсталость и ошибки»[7];
- лексикограф Монтсеррат Альберте отметила, что в словарях «Академия на протяжении веков характеризовалась больше тем, что она объявила и не сделала, чем тем, что она сделала на самом деле»[8];
- преподаватель испанского языка Эстер Форгас критикует «идеологическую предвзятость, содержащуюся в определениях академического словаря»[9];
- некоторые латиноамериканские лингвисты обвиняли составителей словаря в испаноцентризме[10].